# الساحل الشرقي للولايات المتحدة
الساحل الشرقي للولايات المتحدة هو ساحل يمتدّ على طول التقاء شرق الولايات المتحدة بالمحيط الأطلسي. وتعرف هذه المنطقة أيضاً بالساحل الأطلسي أو الساحل الأطلنطي. الولايات الساحلية التي تملك سواحل على المحيط الأطلسي من الشمال إلى الجنوب هي نيويورك، نيوجيرسي، ديلاوير، ماريلند، فرجينيا، كارولاينا الشمالية، كارولاينا الجنوبية، جورجيا، فلوريدا.

## التسمية
تُشتق التسمية من الفكرة القائلة بأن الولايات المتحدة المتجاورة الـ48 تحددها ساحلان رئيسيان، أحدهما على الحافة الغربية والآخر على الحافة الشرقية. من المصطلحات الأخرى المستخدمة للإشارة إلى هذه المنطقة: الساحل الشرقي وهو مصطلح آخر يعني خط الساحل، وساحل الأطلسي ، وساحل الأطلسي الشرقي نظرًا لأن خط الساحل يمتد على طول المحيط الأطلسي.
الولايات الـ14 التي تطل على المحيط الأطلسي، من الشمال إلى الجنوب، هي: مين، نيو هامبشير، ماساتشوستس، رود آيلاند، كونيتيكت، نيويورك، نيو جيرسي، ديلاوير، ميريلاند، فيرجينيا، نورث كارولينا، ساوث كارولينا، جورجيا، وفلوريدا. كما تحد بنسلفانيا وواشنطن العاصمة نهري ديلاوير وبوتوماك على التوالي، وهما فرعان مديان للمحيط الأطلسي.

## الديموغرافيا
عام 2010، بلغ عدد سكان الولايات التي لها شواطئ على الساحل الشرقي حوالي 112,642,503 نسمة (أي حوالي 36% من إجمالي سكان البلاد). الساحل الشرقي هو المنطقة الساحلية الأكثر اكتظاظاً بالسكان في الولايات المتحدة.